# Jack Speed
Jack Speed è un fumetto pubblicato su Il Giornalino, scritto da Alessandro Russo e disegnato da Angela Allegretti.
Il fumetto racconta la storia di Jhonny Reisier, un pilota di "Formula supercar".
L'uomo, talentuoso pilota della scuderia Brago, guidata dall'ex ronin (cioè pilota rimasto senza scuderia) Sam Cruiser, viene coinvolto in un terribile incidente che lo fa finire sulla sedia a rotelle. L'incidente, in realtà, è stato orchestrato da Mr. Diamond, un essere senza scrupoli a capo dell'omonima scuderia che è disposto ad ogni mezzo pur di vincere.
Un anno dopo l'incidente di Jhonny, un misterioso pilota con una maschera di titanio si presenta nel paddock della Brago, dicendo di chiamarsi Jack Speed e dimostrando la sua abilità al volante, a tal punto che un sornione Cruiser decide di offrirgli un posto da pilota nella scuderia.
Alla fine della prima storia, si scopre che i pensieri di Sam erano reali: l'uomo sotto la maschera di titanio non è altri che Jhonny, il quale si è miracolosamente ripreso dall'infortunio ed è ora sceso nuovamente in pista per riprendersi la sua rivincita e svelare i traffici loschi di Mr Diamond.
Gli unici al corrente dell'identità segreta di Jack Speed sono dunque Cruiser e il medico che lo aveva curato.
Altro personaggio di spicco è la giornalista impicciona Wendy Freeway, la quale è convinta che Mr Diamond nasconda dei pesanti traffici e, inoltre, è molto desiderosa di compiere lo scoop riuscendo a svelare l'identità del pilota con la maschera di titanio
Finora sono usciti dieci episodi di otto pagine ciascuno.